# Oxyanthus
Oxyanthus es un género  de plantas fanerógamas perteneciente a la familia Rubiaceae. Comprende 74 especies descritas y de estas, solo 34 aceptadas.

## Taxonomía
El género fue descrito por Augustin Pyrame de Candolle y publicado en Annales du Muséum National d'Histoire Naturelle 9: 218. 1807.

## Especies seleccionadas
- Oxyanthus bagshawei
- Oxyanthus barensis
- Oxyanthus bremekampii
- Oxyanthus brevicaulis
- Oxyanthus breviflorus
- Oxyanthus cymosus